# Parodia concinna
Parodia concinna är en kaktusväxtart som först beskrevs av Monv., och fick sitt nu gällande namn av Nigel Paul Taylor. Parodia concinna ingår i släktet Parodia och familjen kaktusväxter. Inga underarter finns listade i Catalogue of Life.

## Bildgalleri

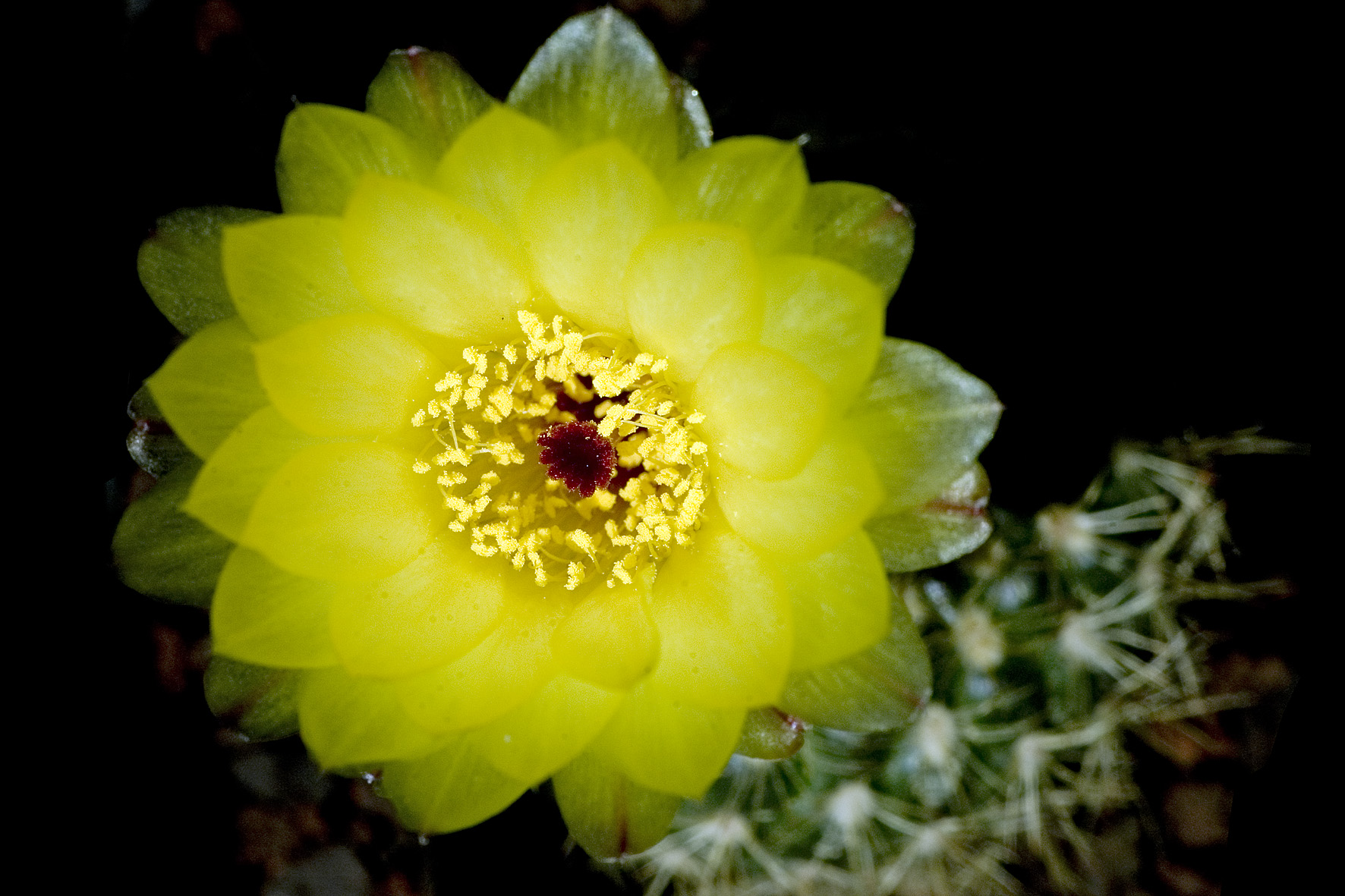
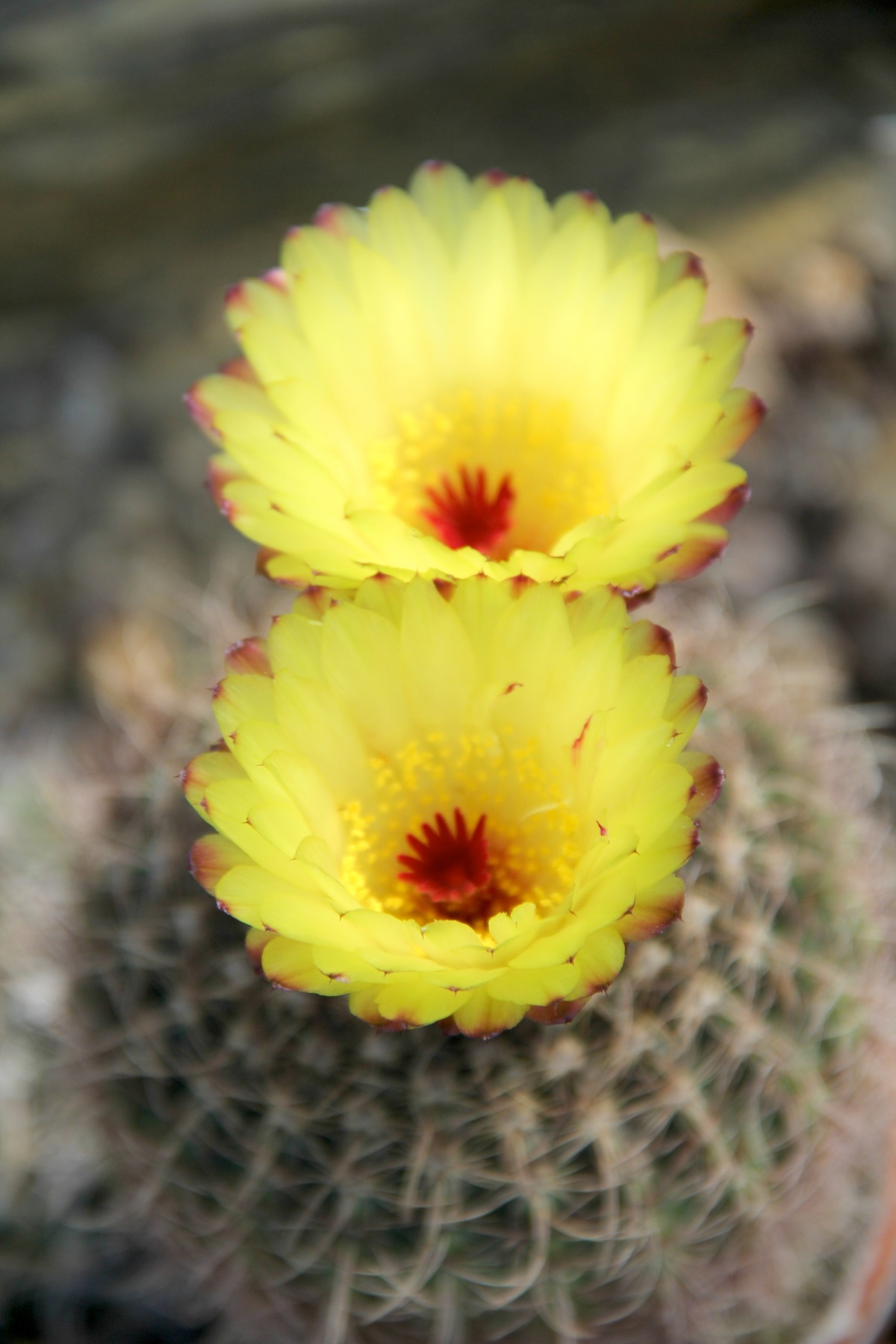
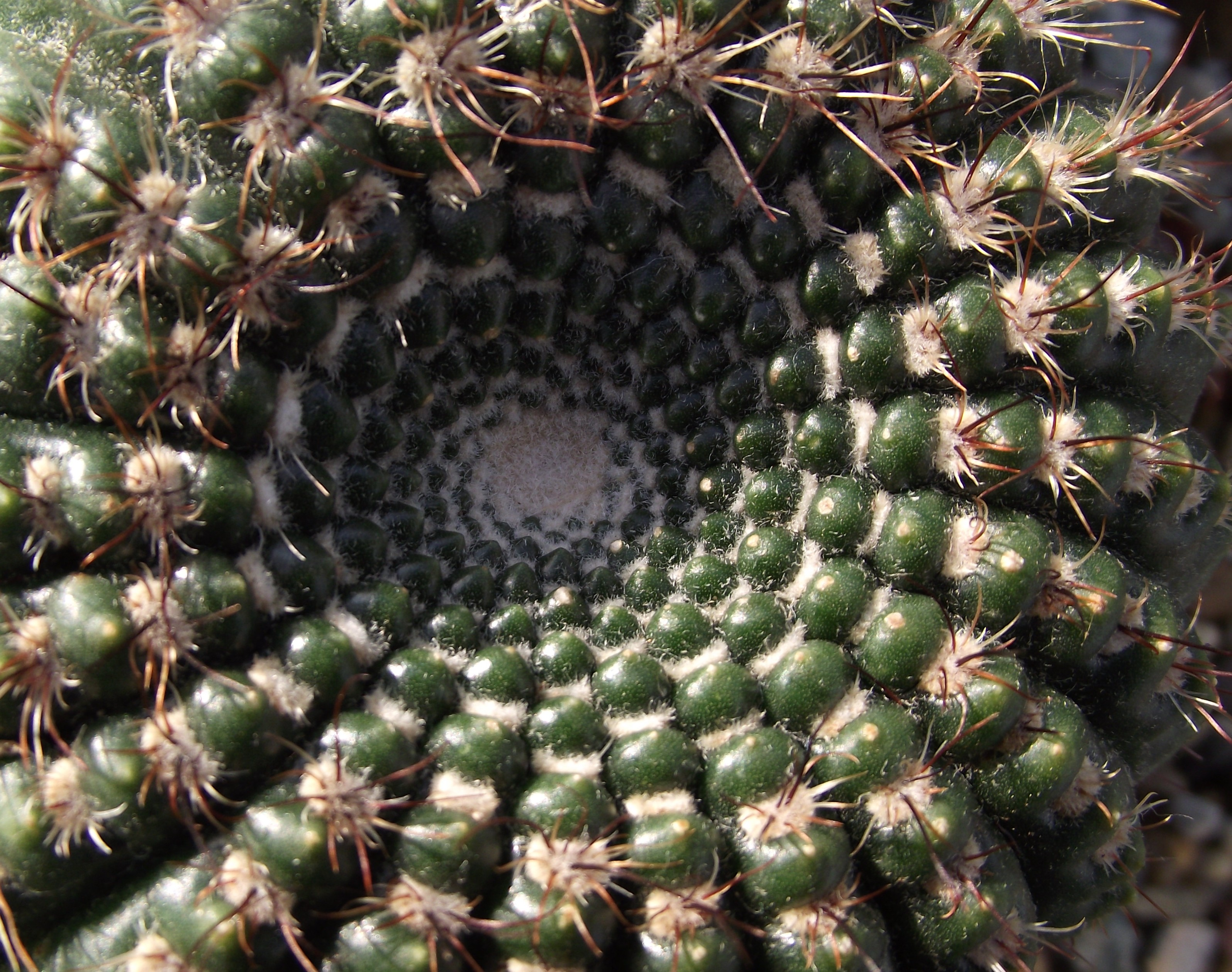
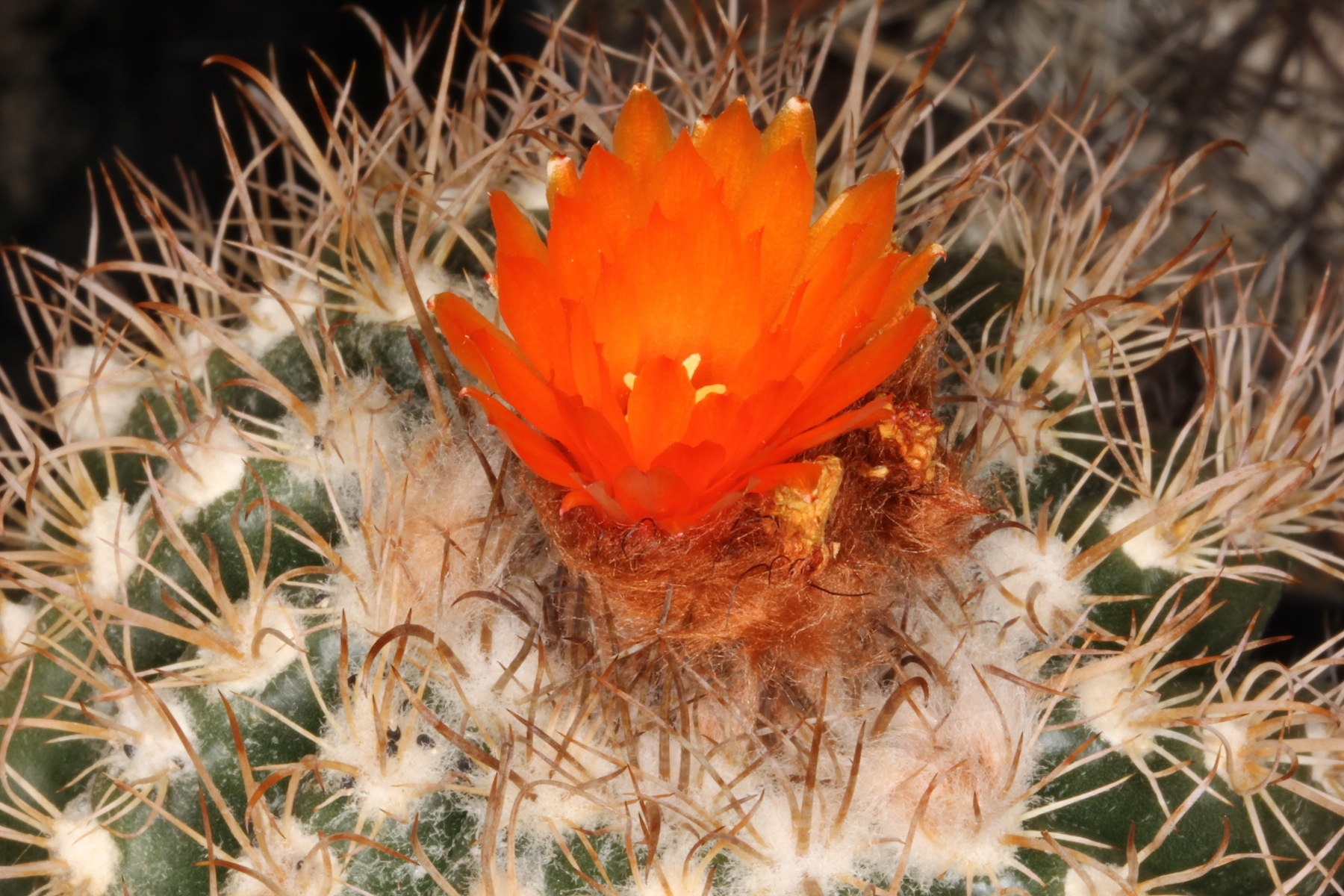
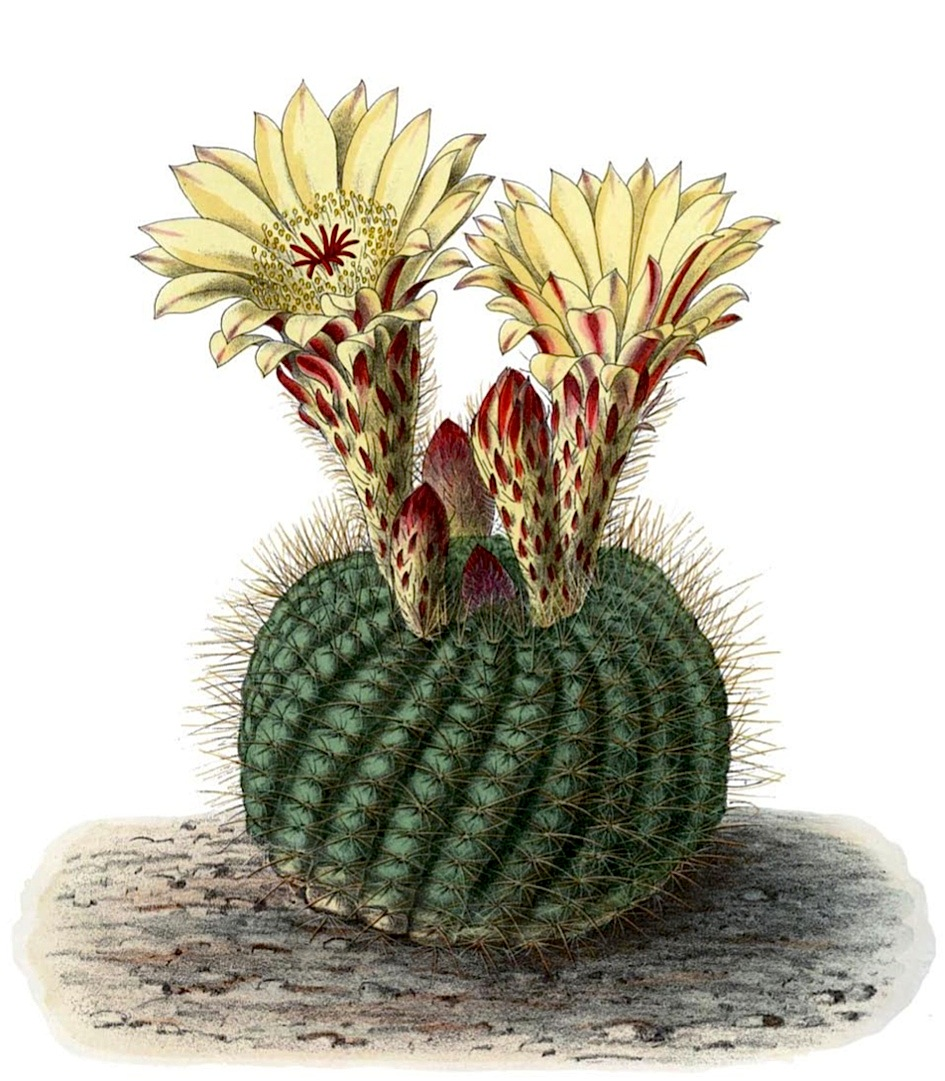